# Кшешовице
Кшешовице (пол. Krzeszowice) — город в Польше, входит в Малопольское воеводство, Краковский повят. Центр городско-сельской гмины Кшешовице. Занимает площадь 16,84 км². Население — 10 286 человек (на 2013 год).

## Транспорт
В городе одноимённая пассажирская и грузовая железнодорожная станция, построена в 1847 году.

## Население
По состоянию на 2013 год в селе проживало 10 286 человек.
| 2004  | 2013   |
| ----- | ------ |
| 9 993 | 10 286 |

| Перепись  | Всего   | Всего | Женщины | Женщины | Мужчины | Мужчины |
| --------- | ------- | ----- | ------- | ------- | ------- | ------- |
| Единицы   | человек | %     | человек | %       | человек | %       |
| Население | 10 286  | 100   | 5 462   | 53,1    | 4 824   | 46,9    |

## Достопримечательности
Памятники культуры Малопольского воеводства:
- Дворец Потоцких;
- Старый дворец Потоцких;
- Городской парк;
- Здание «Лазенки Зофья»;
- Оздоровительный гостиничный дом;
- Трактир в Кшешовицах;
- Церковь святого Мартина;
- Часовня святого Станислава;
- Кладбищенская часовня;
- Дом лесника и сад;
- Крестьянский амбар;
- Дворец «Vauxhall»;
- Главный источник;
- Источник «Часовня под Матерью Божией».

## Фотографии

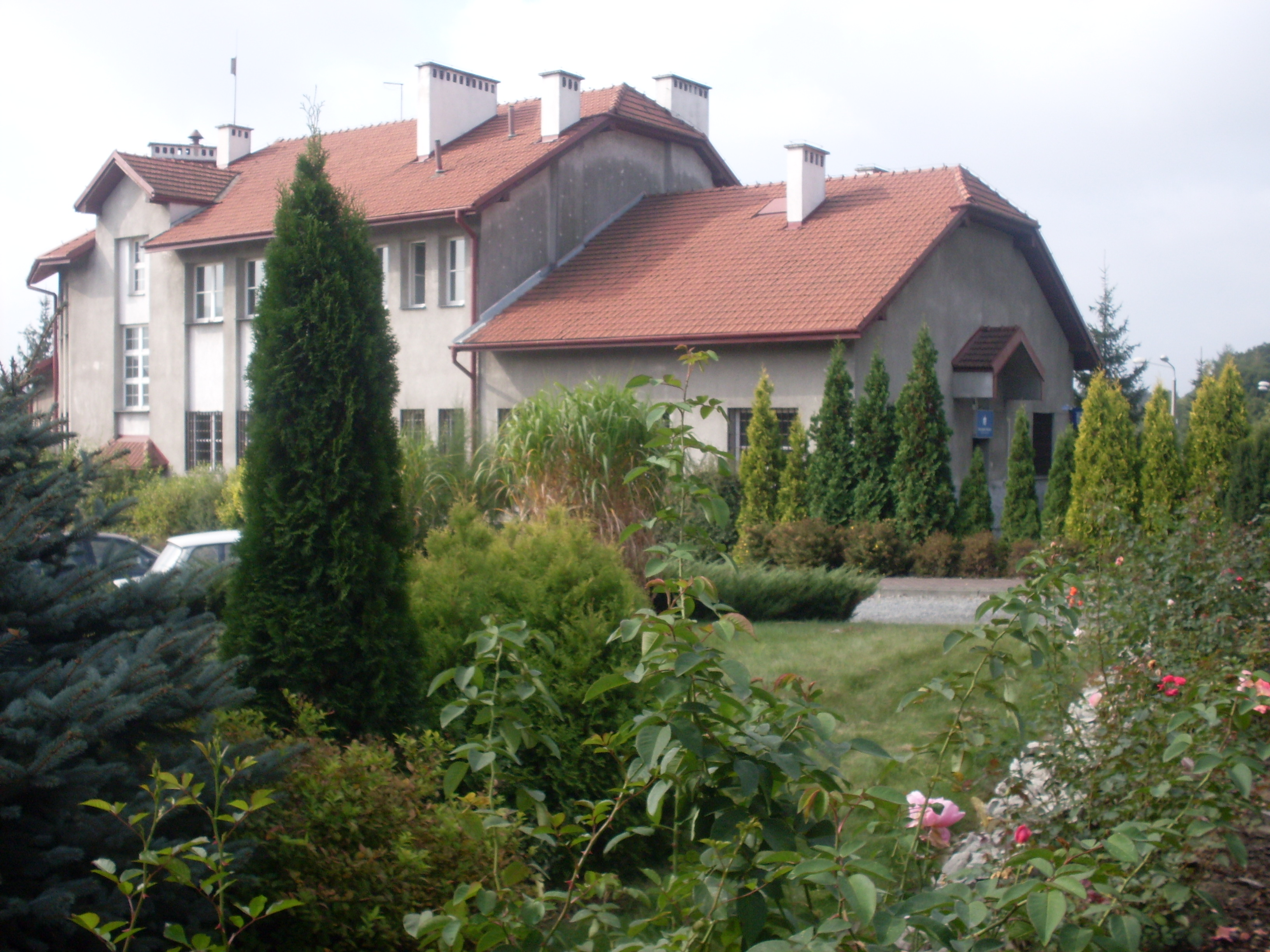
Банк PKO BP
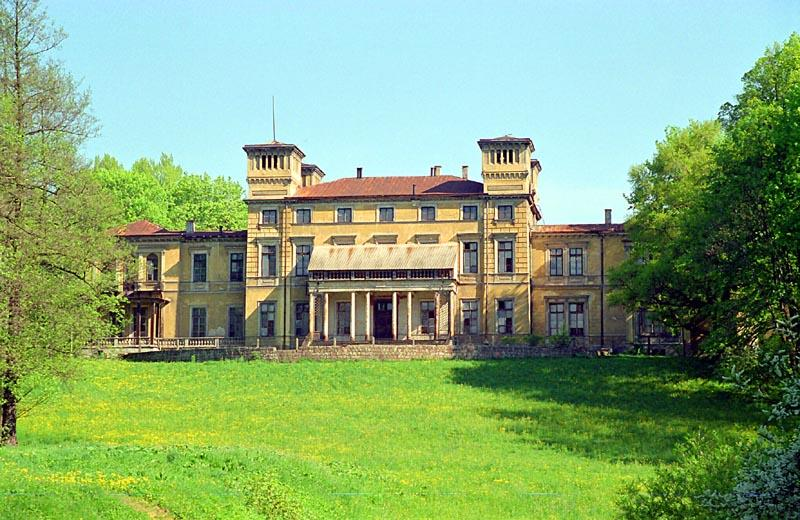
Дворец Потоцких
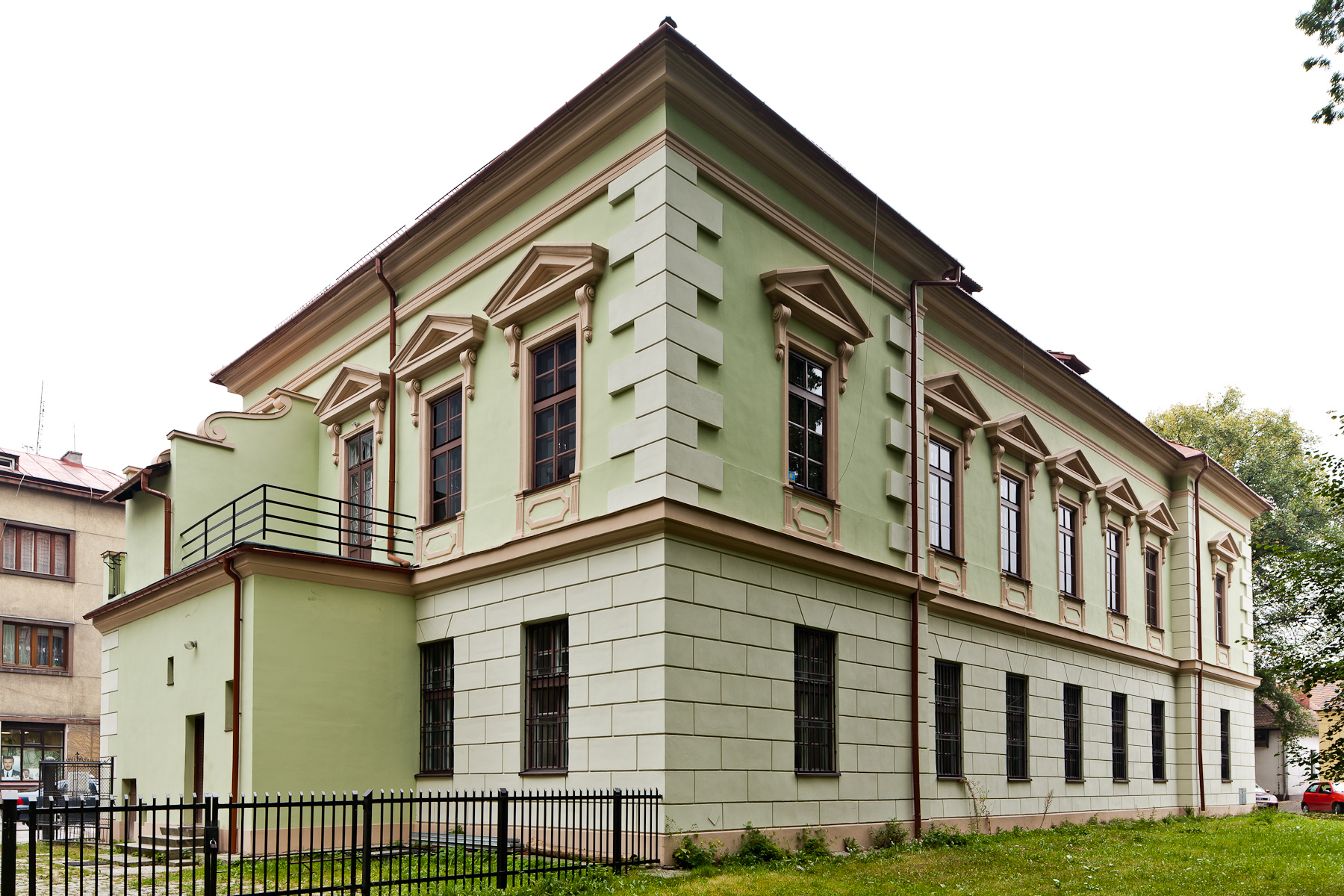
Дворец «Воксхолл»
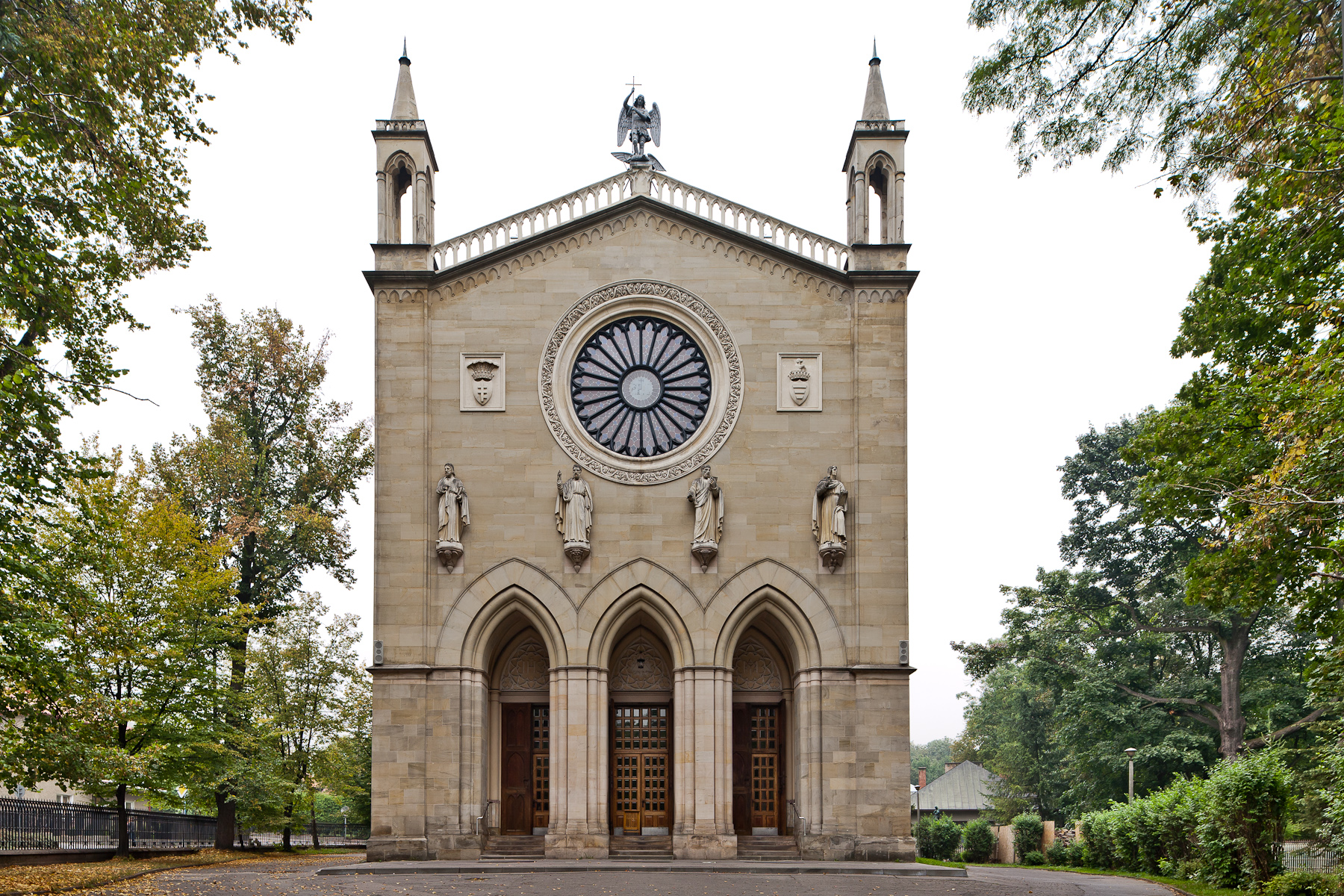
Костёл
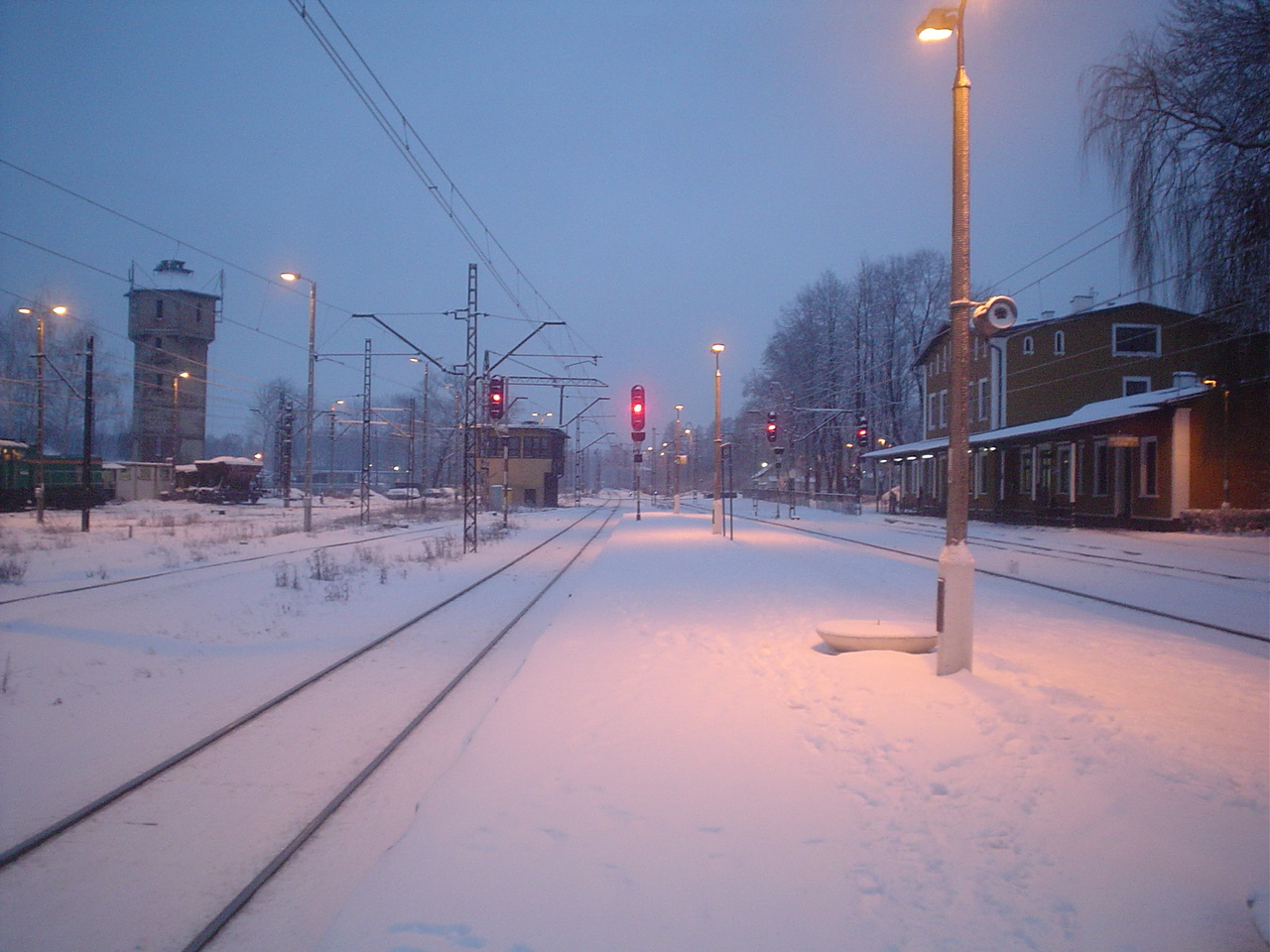
Станция Кшешовице
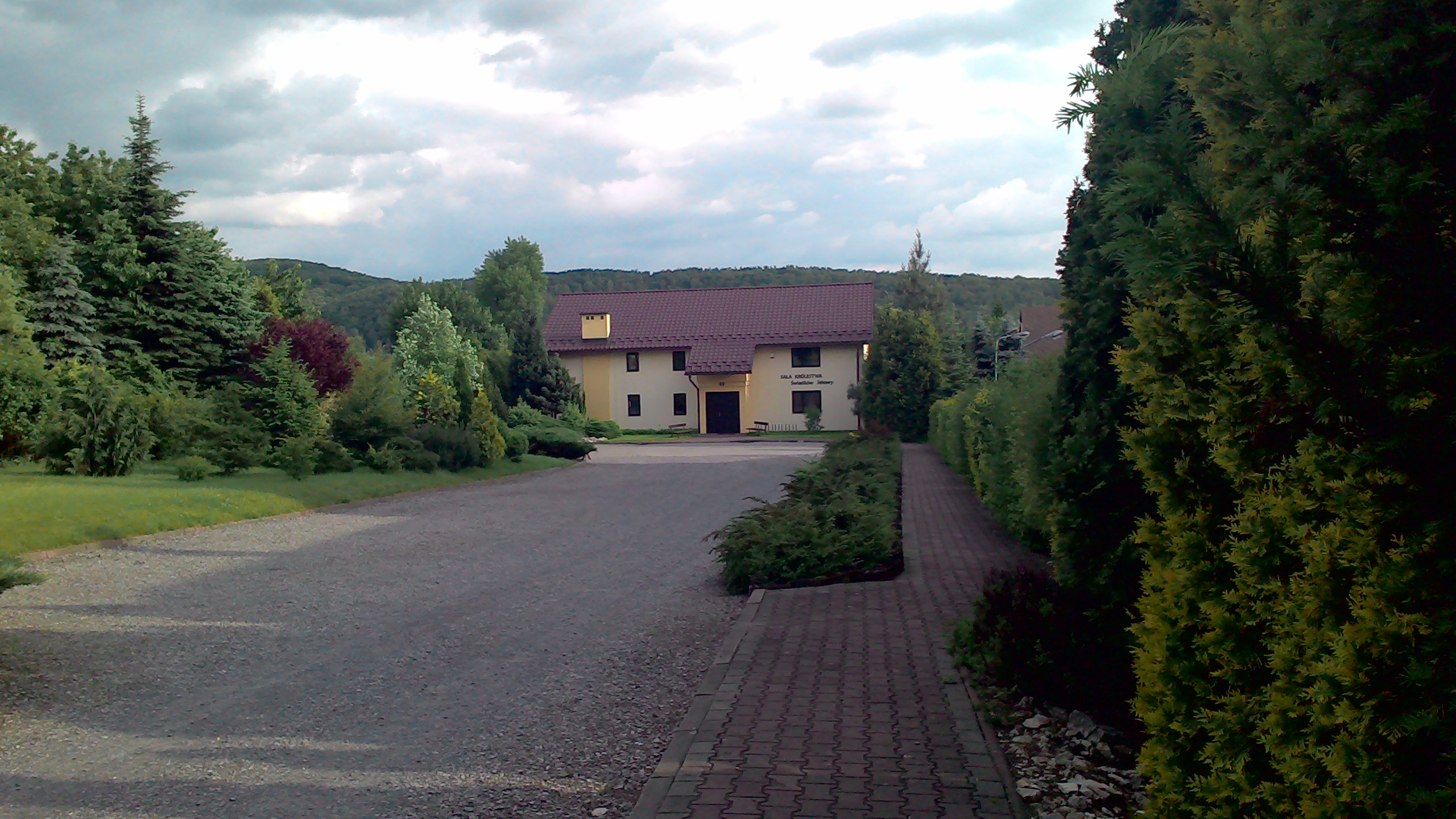
Зал царства свидетелей Иеговы